# Ön vid tidens ände
Ön vid tidens ände (Island at the Edge of Time) är en Disneyserie skapad av Don Rosa.
Den handlar om Joakim von Anka som, med Kalles och Knattarnas hjälp, tävlar mot Guld-Ivar Flinthjärta om att vara först till en ny vulkanö bestående av guld. Seriens namn syftar till problematiken kring datumlinjen. Datumlinjen spelar en avgörande roll i serien.